# گورستان دمبی پچال
قبرستان دمبی پچال مربوط به دوره اشکانیان است و در شهرستان سرباز، بخش مرکزی، دهستان مورتان، ۳۰ کیلومتری شرق روستای مورتان واقع شده و این اثر در تاریخ ۲۷ اسفند ۱۳۸۷ با شمارهٔ ثبت ۲۶۲۱۰ به‌عنوان یکی از آثار ملی ایران به ثبت رسیده است.